# Can't Feel My Legs
Can't Feel My Legs è un singolo del rapper statunitense Don Toliver pubblicato il 13 dicembre 2019.

## Tracce
1. Can't Feel My Legs – 3:06